# Harvey Point
Harvey Point (talvolta chiamato anche Harvey Point Defense Testing Activity) è un'installazione militare top secret della CIA di proprietà del Dipartimento della Difesa statunitense situato in una penisola a Perquimans County, nella Carolina del Nord, vicino alla città di Hertford. La base, inaugurata nel 1942 durante la seconda guerra mondiale allo scopo di sorvegliare la East Coast, ospita alcuni dipartimenti appartenenti dell'ATF, della CIA, dell'FBI e della Marina degli Stati Uniti.
Durante la seconda guerra mondiale Harvey Point è stato utilizzato come base per gli idrovolanti e, dopo la guerra, la struttura viene anche utilizzata dalla CIA per monitorare dei corsi speciali di addestramento antiterrorismo, motivo per cui la base è stata chiusa al pubblico.
Nell'aprile 2011 la base è stata poi utilizzata dal DEVGRU dei Navy SEALs per il corso di addestramento in preparazione per l'Operazione Lancia di Nettuno, la cui missione fu approvata il 1º maggio per catturare o uccidere il leader di Al-Qāʿida Osama bin Laden.